# United States Department of Commerce and Labor
Het United States Department of Commerce and Labor is het voormalige Amerikaanse ministerie van Economische Zaken en Arbeid.
Op 4 maart 1913 werd het ministerie hernoemd tot Department of Commerce en de bureaus en agentschappen die op arbeid betrekking hadden, werden ondergebracht in het nieuwe Department of Labor. Onder het ministerie vallen onder meer het United States Census Bureau en de National Oceanic and Atmospheric Administration.
Arbeid ·
Binnenlandse Zaken ·
Buitenlandse Zaken ·
Defensie ·
Economische Zaken ·
Energie ·
Financiën ·
Volksgezondheid en Sociale Zaken ·
Binnenlandse Veiligheid ·
Volkshuisvesting en Stedelijke Ontwikkeling ·
Justitie ·
Landbouw ·
Onderwijs ·
Transport ·
Veteranenzaken

Voormalige ministeries:
Economische Zaken en Arbeid ·
Gezondheidszorg en Onderwijs ·
Marine ·
Post Office ·
Oorlog